# Eurytides callias
 Eurytides callias   este o specie de fluture din familia Papilionidae. Este întâlnită în Guiana Franceză, Brazilia (Amazonas), sudul Venezuelei (Yavita, Rio Ocamo, Rio Cunucunuma), estul Ecuadorului (Napo) și Peru.